# Corymbium
Corymbium là một chi thực vật có hoa trong họ Cúc (Asteraceae).

## Loài
Chi Corymbium gồm các loài: